# Aufstand der Acht Trigramme
Der Aufstand der Acht Trigramme war ein Aufstand der im Untergrund agierenden religiösen Sekte der Acht Trigramme gegen die im Kaiserreich China herrschende Qing-Dynastie im September und Oktober 1813. Der Aufstand begann mit einem Angriff einer kleinen Gruppe Sektierer auf die Verbotene Stadt und mobilisierte in seinem Verlauf mehrere Zehntausend Bauern gegen die Regierung.

## Acht-Trigramme-Sekte
Der Ursprung der Sekte wird südlich von Beijing in Nordchina verortet. Der Name der Sekte leitet sich von den acht Orakelzeichen des I Ging her. Im Zentrum der religiösen Vorstellung der Bewegung stand die aus dem chinesischen Volksglauben bekannte Urmutterfigur Wusheng Laomu. Diese werde eine Apokalypse auslösen, aber ihre Anhänger durch die Sendung des Maitreya-Buddhas erretten und durch die Apokalypse erlösen. Die Ideologie der Acht Trigramme wird oft als Abspaltung der Weißen-Lotus-Bewegung verstanden. Die Führer der Sekte nutzten die Paradiesvorstellung nach der Apokalypse, um zum Aufstand aufzurufen, und predigten, dass das Weltende durch den Sturz der Qing-Dynastie herbeigeführt werden müsse.
Die verbotene Sekte operierte analog einem Geheimbund. Sie konnte zahlreiche notleidende Bauern durch die Abgabe von Nahrungsmitteln für ihre Zwecke gewinnen.
Die Sekte wurde von drei Anführern geleitet. Lin Qing war ein Mann mit unstetem Lebenswandel, der sich nach verschiedenen Tätigkeiten in einem Dorf in Südchina als religiöser Führer niederließ. Feng Ke-shan war ein Kampfkünstler, der Rekruten aus dem Grenzgebiet zwischen den Provinzen Shandong, Henan und Zhili zuführte. Li Wen-cheng war ein religiöser Sektenführer, der über ein Netzwerk von Anhängern in Henan und Shandong verfügte.

## Verlauf
Am 15. September sammelten sich die Attentäter – rund 200 Anhänger der Sekte – sowohl vor dem Ost- und Westtor und versuchten, gleichzeitig in den abgeschlossenen Palastbezirk einzudringen. Am Osttor waren nur eine Handvoll erfolgreich. Am Westtor konnten rund 70 in die Verbotene Stadt vordringen. Die Eindringlinge machten sich zur Residenz des Kaisers auf, wurden jedoch von der Palastwache rasch voneinander getrennt und ohne Ausnahme getötet oder gefangen genommen. Der damalige Prinz Min-ning und spätere Kaiser Daoguang nahm an den Kämpfen teil und tötete nach Angaben der Behörden zwei der Angreifer.
Die Qing-Behörden hatten den Anschlag vorausgesehen aber konnten ihn nicht verhindern. Aufgrund der Sicherheitsmaßnahmen verschob die Sekte den Angriffstag mehrmals. Die Qing-Behörden vermochten vor dem Anschlag kein Sektenmitglied festzusetzen.
Nach dem Anschlag kam es zum Aufstand der Sektenanhänger auf dem Land. Dabei gingen die Kämpfer der Sekte auch sehr rabiat gegen die Zivilbevölkerung vor. Der Aufstand und seine Niederschlagung kostete nach Schätzungen rund 70.000 Menschen das Leben. Außer der Kontrolle über einige Dörfer in Nordchina erreichten die Rebellen keine nennenswerten militärischen Erfolge und wurden vom Militär der Qing-Dynastie rasch zerstreut. Das Oberkommando bei der Niederschlagung der Aufständischen hatte der Mandschu-Adlige Nayancheng auf Befehl des Kaisers Jiaqing.

## Folgen
Die Revolte wird oft als Vorläufer der Taiping-Rebellion gesehen. In der chinesischen Geschichtsschreibung wird der Episode eine persönlichkeitsformende Wirkung für den späteren Kaiser Daoguang zugeschrieben. Die persönliche Bedrohung habe in ihm eine Abneigung gegenüber dem Staatsvolk der Han-Chinesen bewirkt.